# Ardenais
Ardenais és un municipi francès, situat al departament de Cher i a la regió de Centre – Vall del Loira. L'any 2007 tenia 195 habitants.

## Demografia

### Població
El 2007 la població de fet d'Ardenais era de 195 persones. Hi havia 84 famílies, de les quals 20 eren unipersonals (8 homes vivint sols i 12 dones vivint soles), 36 parelles sense fills, 24 parelles amb fills i 4 famílies monoparentals amb fills.
La població ha evolucionat segons el següent gràfic:
Habitants censats

### Habitatges
El 2007 hi havia 108 habitatges, 83 eren l'habitatge principal de la família, 21 eren segones residències i 4 estaven desocupats. 105 eren cases i 1 era un apartament. Dels 83 habitatges principals, 61 estaven ocupats pels seus propietaris, 16 estaven llogats i ocupats pels llogaters i 6 estaven cedits a títol gratuït; 6 tenien una cambra, 3 en tenien dues, 8 en tenien tres, 27 en tenien quatre i 39 en tenien cinc o més. 41 habitatges disposaven pel capbaix d'una plaça de pàrquing. A 32 habitatges hi havia un automòbil i a 43 n'hi havia dos o més.

### Piràmide de població
La piràmide de població per edats i sexe el 2009 era:
| Homes | Edats   | Dones |
| ----- | ------- | ----- |
| 0     | 95 o +  | 0     |
| 0     | 90 a 94 | 0     |
| 0     | 85 a 89 | 0     |
| 0     | 80 a 84 | 4     |
| 4     | 75 a 79 | 4     |
| 4     | 70 a 74 | 4     |
| 8     | 65 a 69 | 12    |
| 4     | 60 a 64 | 0     |
| 4     | 55 a 59 | 4     |
| 4     | 50 a 54 | 0     |
| 16    | 45 a 49 | 12    |
| 8     | 40 a 44 | 12    |
| 0     | 35 a 39 | 0     |
| 0     | 30 a 34 | 4     |
| 0     | 25 a 29 | 0     |
| 12    | 20 a 24 | 12    |
| 8     | 15 a 19 | 0     |
| 4     | 10 a 14 | 0     |
| 4     | 5 a 9   | 0     |
| 0     | 0 a 4   | 0     |

## Economia
El 2007 la població en edat de treballar era de 129 persones, 95 eren actives i 34 eren inactives. De les 95 persones actives 80 estaven ocupades (42 homes i 38 dones) i 15 estaven aturades (11 homes i 4 dones). De les 34 persones inactives 11 estaven jubilades, 6 estaven estudiant i 17 estaven classificades com a «altres inactius».

### Ingressos
El 2009 a Ardenais hi havia 82 unitats fiscals que integraven 193 persones, la mediana anual d'ingressos fiscals per persona era de 16.133 €.

### Activitats econòmiques
Dels 7 establiments que hi havia el 2007, 3 eren d'empreses de construcció, 2 d'empreses d'hostatgeria i restauració i 2 d'empreses de serveis.
Dels 4 establiments de servei als particulars que hi havia el 2009, 2 eren paletes, 1 empresa de construcció i 1 restaurant.
L'any 2000 a Ardenais hi havia 22 explotacions agrícoles que ocupaven un total de 1.547 hectàrees.

## Equipaments sanitaris i escolars
El 2009 hi havia una escola elemental integrada dins d'un grup escolar amb les comunes properes formant una escola dispersa.

## Poblacions més properes
El següent diagrama mostra les poblacions més properes.